# Sinbad - Un'avventura di spada e magia
Sinbad - Un'avventura di spada e magia (Sinbad: Beyond the Veil of Mists) è un film del 2000 diretto da Evan Ricks.
È un film d'animazione statunitense creato esclusivamente con il motion capture.

## Trama
Sinbad scopre un'isola misteriosa governata dal re Akron e sua figlia, la principessa Serena.

## Produzione
Il film, diretto da Evan Ricks su una sceneggiatura di Jeff Wolverton, fu prodotto da Sriram Rajan per la Improvision Corporation.

## Distribuzione
Il film fu distribuito negli Stati Uniti dal 18 febbraio 2000 (anteprima a Los Angeles) al cinema dalla Phaedra Cinema con il titolo Sinbad: Beyond the Veil of Mists.
Alcune delle uscite internazionali sono state:
- in Singapore il 3 febbraio 2000
- in Corea del Sud il 29 luglio 2000